# Nemuritorul 5: Pe urmele legendei
Nemuritorul 5: Pe urmele legendei (Highlander: The Source) este un film fantastic din 2007 regizat de Brett Leonard. Este al cincilea din seria de filme Nemuritorul. 

## Distribuție
- Adrian Paul - Duncan MacLeod
- Peter Wingfield - Methos
- Jim Byrnes - Joe Dawson
- Thekla Reuten - Anna Teshemka
- Cristian Solimeno - The Guardian
- Thom Fell - Cardinal Giovanni
- Stephen Rahman Hughes - Zai Jie
- Stephen Wight - Reggie Weller
- Solly Assa - Monk